# Bataille d'Ueno
Pour les articles homonymes, voir Ueno (homonymie).
Guerre de Boshin
La bataille d'Ueno (上野戦争, Ueno sensō) est une bataille de la guerre de Boshin, qui s'est déroulé le 4 juillet 1868 (Meiji 1, 15e jour du 5e mois), entre les troupes du Shōgitai commandées par Shibusawa Seiichirō et Amano Hachirō, et les troupes impériales de « Kangun ».

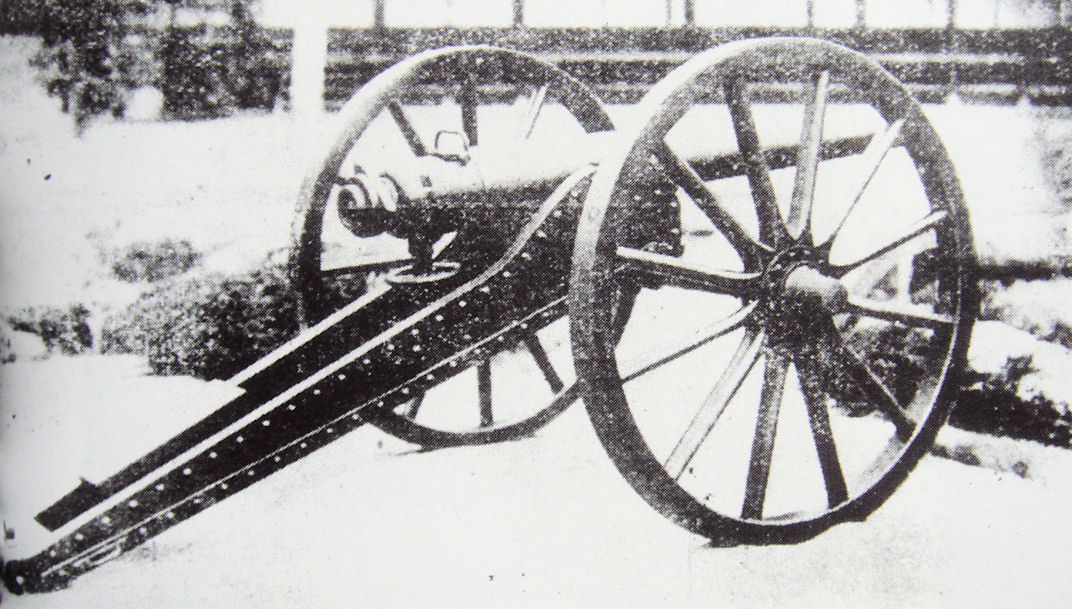
Un canon Armstrong utilisé par les troupes de Saga à la Bataille d'Ueno contre le Shogitai du Shogunat.

Bien que le Shogitai fût composé d'anciens serviteurs des Tokugawa et de résidents des provinces environnantes, d'autres domaines ont soutenu le Shōgitai, tel que Takada (province d'Echigo, 150 000 koku), Obama (province de Wakasa, 103 000 koku), Takasaki (province de Kōzuke, 52 000 koku), et Yūki (province de Shimōsa, 18 000 koku).
En face se trouvaient les forces combinées de Chōshū, d'Ōmura, de Sadowara, de Hizen, de Chikugo, d'Owari, de Bizen, de Tsu, d'Inaba, et de Higo, sous le commandement général de Masujirō Ōmura de Chōshū.
Initialement, Shibusawa et Amano avaient 2 000 hommes du Shōgitai postés à Ueno pour protéger Yoshinobu Tokugawa, qui s'était auto-assigné à résidence au temple de Kan'ei-ji, ainsi que le prince Yoshihisa Kitashirakawa, qui était l'abbé du temple, et qui deviendrai le nouveau chef dynastique de la résistance des Tokugawa en tant qu'« empereur Tōbu ».

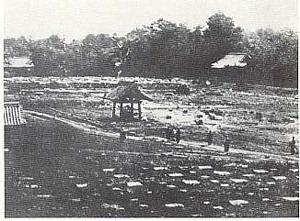
Dévastation d'Ueno après la bataille. Photographie de 1868.

À partir de sa base, le Shogitai a harcelé les troupes impériales, créant des troubles à Edo, forçant ainsi le côté impérial, supérieur en nombre, à entrer en action.
Le Shōgitai a pris position autour du Kan'ei-ji (寛永寺 ; un temple important de la famille des Tokugawa) et du tombeau voisin de Nezu (根津神社). Quand la bataille a commencé, les forces de Satsuma, menées par Takamori Saigo, ont attaqué de front à la porte, mais ont été arrêtées par les forces du Shogitai, qui étaient supérieures en nombre. Les forces de Satsuma ont alors subi de lourdes pertes, jusqu'à ce que les forces de Choshu parviennent à faire une deuxième attaque à partir de l'arrière, ce qui a débloqué l'impasse tactique. Tandis que le Shogitai mettait en place une vive résistance, les troupes de Tosa ont ouvert le feu avec des canons Armstrong et des fusils Snider à l'effet dévastateur, brisant ainsi la dernière poche de résistance à Edo. Selon Takamori Saigo :

« Avec nos importants préparatifs, nous n'avons fait qu'une bouchée de l'ennemi, et ce fut un plaisir exceptionnel et extrême. »

— Takamori Saigo
Yoshihisa Kitashirakawa s'échappa, se réfugia sur le vaisseau de guerre Chogei-maru de Takeaki Enomoto et fut déposé plus au nord, sur la côte Pacifique. On dit que Harada Sanosuke du Shinsen Gumi aurait rejoint le Shōgitai, et serait mort juste après cette bataille. On dit qu'environ 300 Shogitai sont morts dans la bataille, et que mille maisons ont été incendiées dans des dégâts collatéraux.

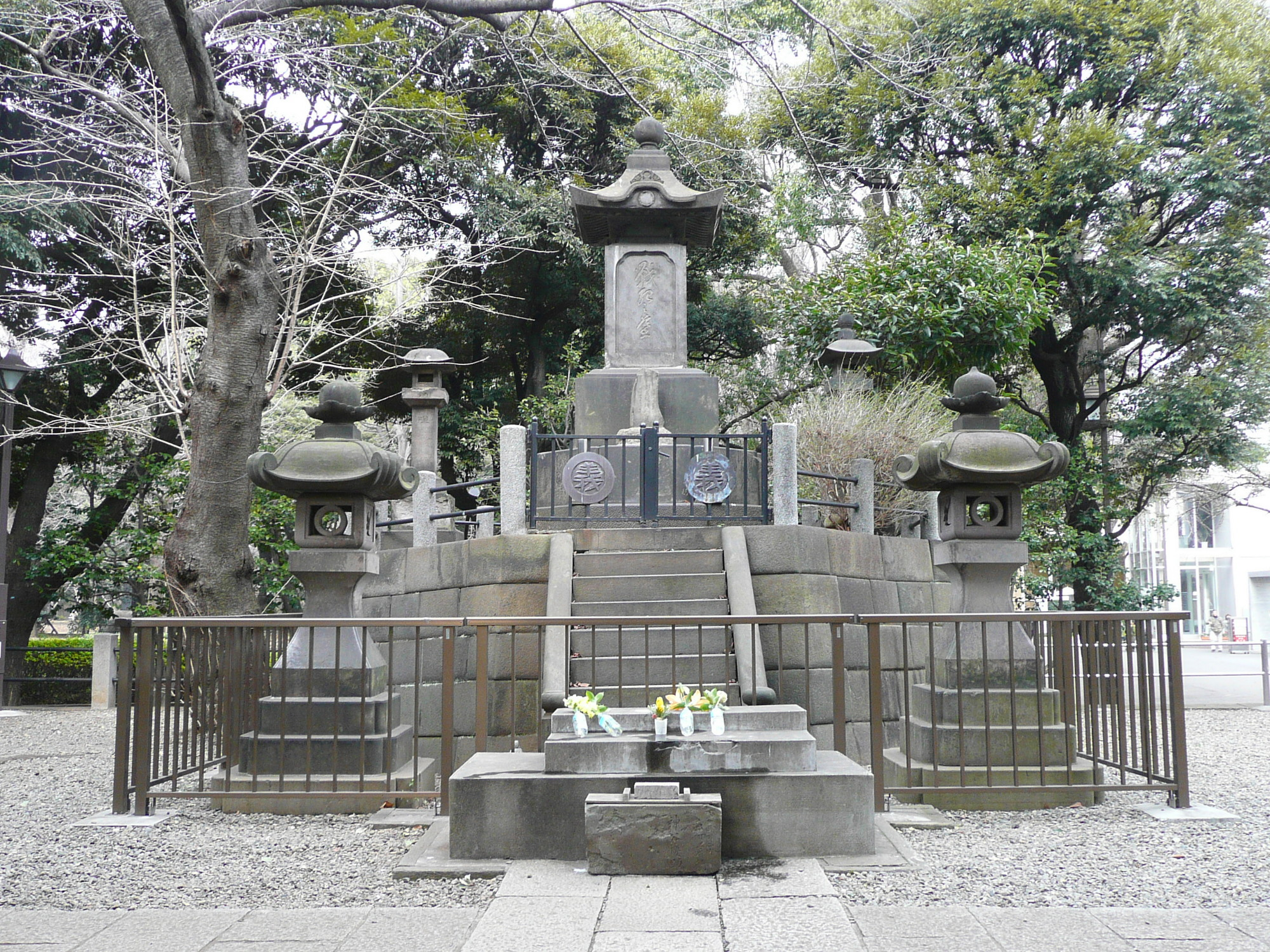
Monument funéraire au Shogitai du parc d'Ueno.
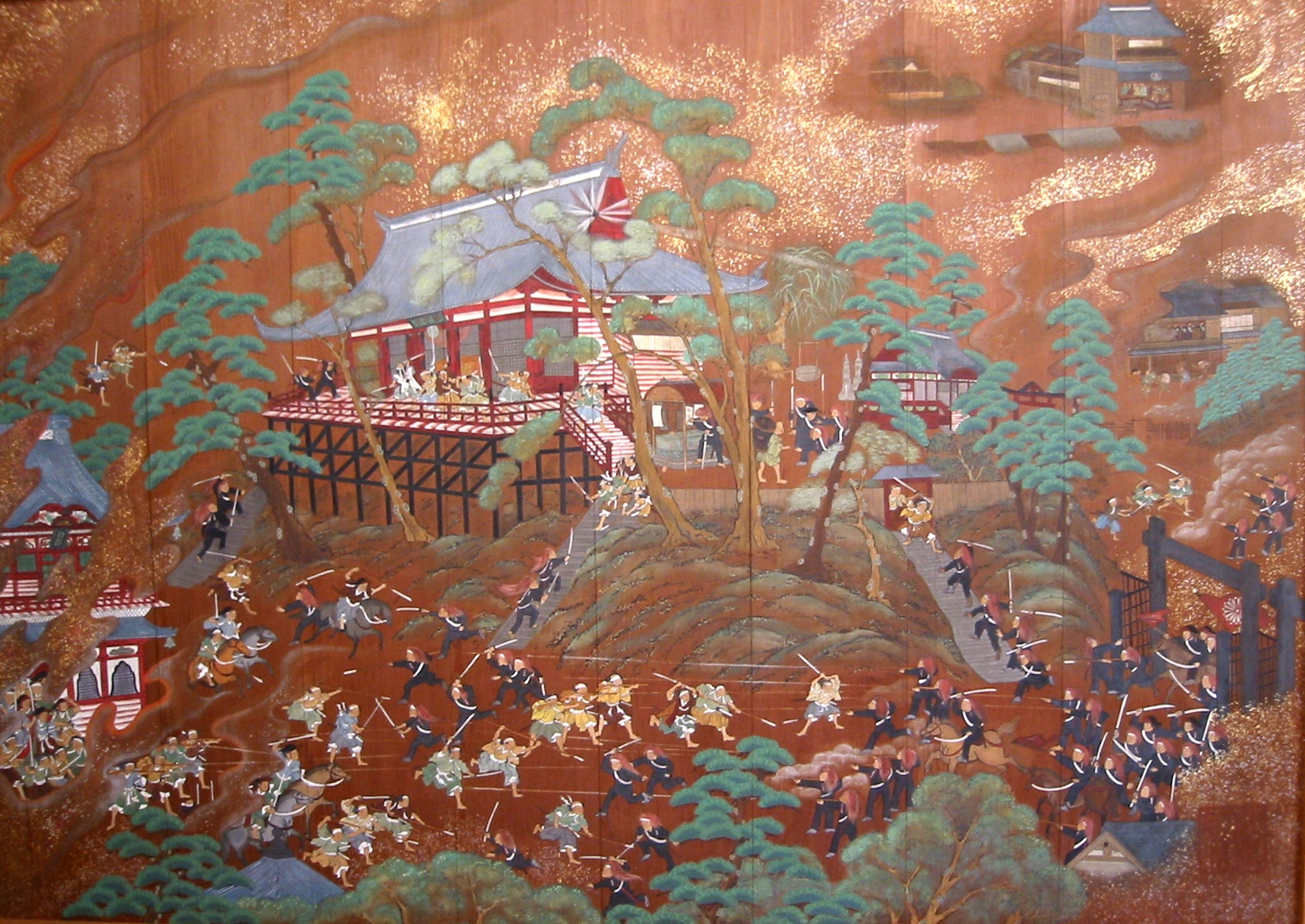
Représentation de la bataille d'Ueno au temple Kan'ei-ji.

## Source de la traduction
- (en) Cet article est partiellement ou en totalité issu de l’article de Wikipédia en anglais intitulé « Battle of Ueno » (voir la liste des auteurs).